# Stanisław Pamuła
Stanisław Pamuła (ur. 10 lutego 1941 w Buczu, w województwie małopolskim, zm. 3 lutego 2023 w Częstochowie) – polski duchowny i teolog rzymskokatolicki, ksiądz prałat, dr hab.

## Życiorys
Ks. Prof. dr. hab. Stanisław Pamuła urodził się 10 lutego 1940 r. w Buczu jako pierwszy syn Magdaleny (z d. Pagacz) i Władysława Pamułów. W 7. roku życia zaczął uczęszczać do lokalnej Szkoły Podstawowej i po niej w 1954 r. został przyjęty do Państwowego Liceum Ogólnokształcącego w Brzesku.
W 1958 r. zdał maturę, a następnie rozpoczął studia filozoficzno-teologiczne w Częstochowskim Seminarium Duchownym w Krakowie.
17 maja 1964 r. przyjął święcenia kapłańskie.
Od święceń pracował w kolejnych parafiach: Danków (1964-1965), Dąbrowa Zielona (1965-1967), Praszka (1967-1971), Kromołów (1971-1972), par. św. Tomasza w Sosnowcu (1972-1977), par. NMP Anielskiej w Dąbrowie Górniczej (1977-1979), par. św. Wojciecha BM w Częstochowie (1979-1982).
Doktorat obronił w 1982 r. w Papieskiej Akademii Teologicznej w Krakowie. Studiował również w Rzymie.
21 grudnia 1998 habilitował się na podstawie pracy zatytułowanej Stanowiska doktrynalne a opinie prasowe o nauczaniu społecznym Jana Pawła II na przykładzie wybranych tygodników "Tygodnik Powszechny", "Kierunki" i "Polityka".
22 lutego 1999 uzyskał tytuł profesora nauk humanistycznych. Pełnił funkcję Wicerektora Częstochowskiego Seminarium Duchownego w Krakowie.
Był wykładowcą w Instytucie Pedagogiki na Wydziale Pedagogicznym Akademii im. Jana Długosza w Częstochowie, oraz w Wyższym Seminarium Duchownym Archidiecezji Częstochowskiej. Został zatrudniony na stanowisku kierownika w Zespole Naukowo-Dydaktycznym Filozofii i Psychologii Wyższym Instytucie Teologicznym im. NMP Stolicy Mądrości w Częstochowie  i w Katedrze Filozofii Społecznej i Polityki na Wydziale Filozoficznym Uniwersytetu Papieskiego Jana Pawła II w Krakowie.